# National Examiner
O National Examiner é uma revista estadunidense em estilo tablóide sensacionalista pertencente à American Media Corporation, de Boca Raton, na Flórida. É voltado para o público idoso e suas matérias não são levadas a sério.